# Spady pod Rysami
Spady pod Rysami – zbudowana z wielkich i gładkich płyt ściana w progu jakim Ciężki Kocioł w Dolinie Ciężkiej w słowackich Tatrach Wysokich opada do Zmarzłego Kotła. Ściany te są prawie pionowe, wygładzone przez lodowiec i mają wysokość 40 metrów. Po prawej stronie (patrząc od dołu) Spady pod Rysami ograniczone są depresją opadającą z Ciężkiego Kotła. Powyżej Spadów pod Rysami znajduje się podścianowy taras wschodniej ściany Rysów. Zaczyna się na nim droga wspinaczkowa wiodąca prawym żlebem wschodniej ściany na szczyt Rysów (III w skali tatrzańskiej, czas przejścia 2 godz. 30 min).
Autorem nazwy jest Władysław Cywiński. W gwarze podhalańskiej i w taternictwie spadami nazywa się strome miejsca, urwisty fragment terenu górskiego, a najczęściej – skalne progi w żlebach lub w dolinach.